# Sazanami (train)
Pour les articles homonymes, voir Sazanami (nom).
Le Sazanami (さざなみ) est un train express existant au Japon et exploité par la compagnie JR East, qui relie la ville de Tokyo à la ville de Kimitsu. Son nom fait référence aux vagues de la baie de Tokyo.

## Gares desservies
Le Sazanami circule de la gare de Tokyo à la gare de Kimitsu en empruntant les lignes Keiyō et Uchibō. Certains week-ends, le Shinjuku Sazanami relie la gare de Shinjuku à la gare de Tateyama.
| Nom des gares |
| ------------- |
| Tokyo         |
| Soga          |
| Goi           |
| Anegasaki*    |
| Kisarazu      |
| Kimitsu       |

Les gares marquées d'un astérisque ne sont pas desservies par tous les trains.

## Matériel roulant
Les services Sazanami sont effectués par des rames séries 255 et E257-500. Dans le passé, ils ont été effectués par les séries 183 et 189.

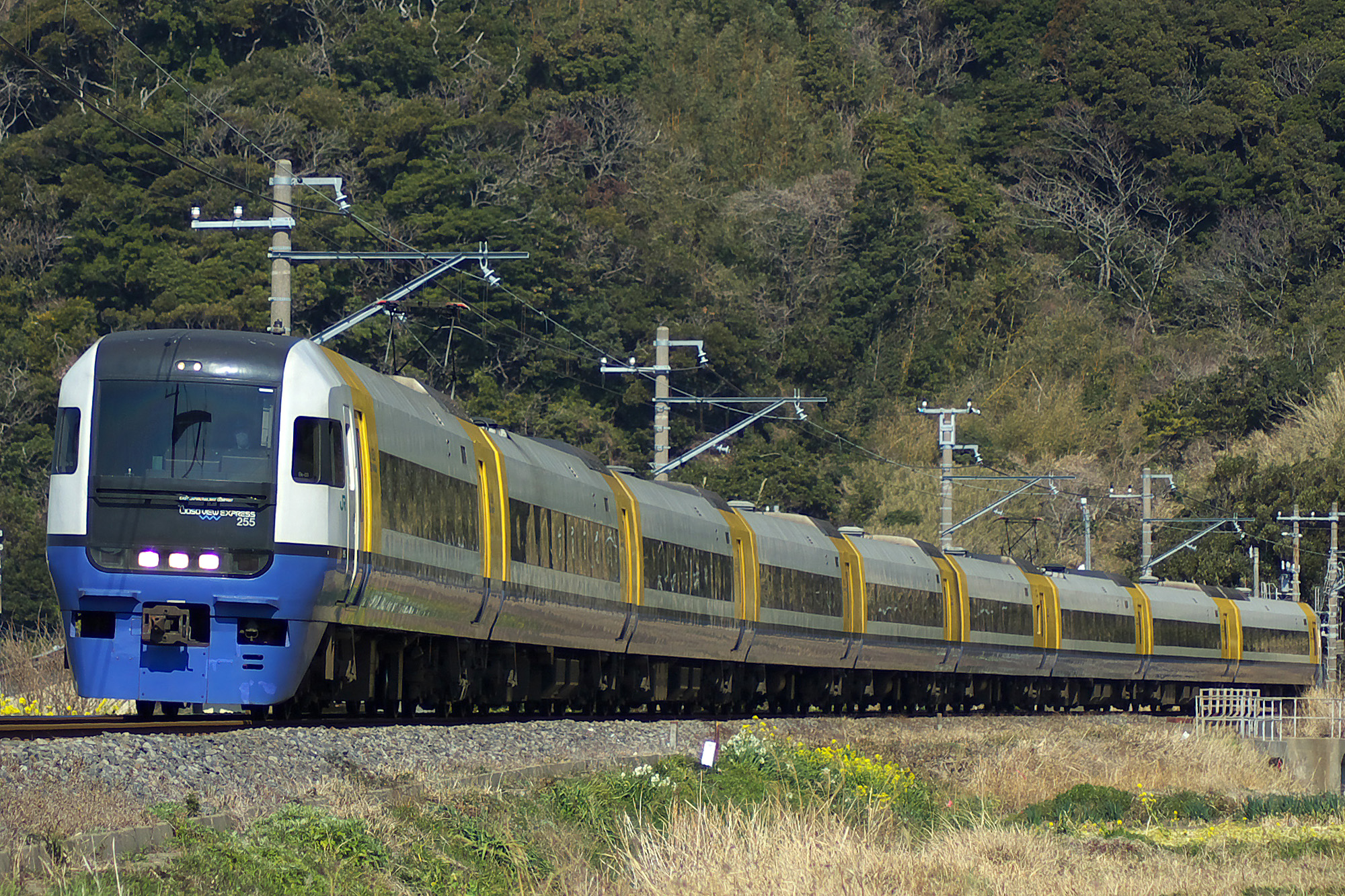
Série 255
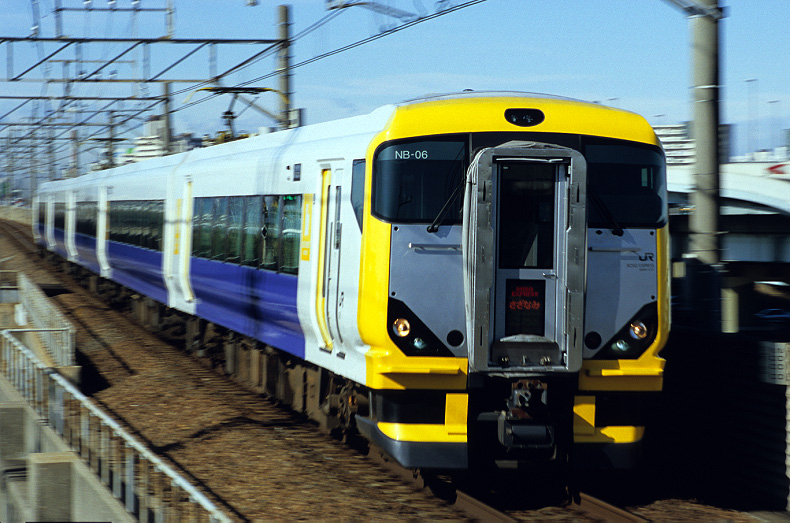
Série E257-500
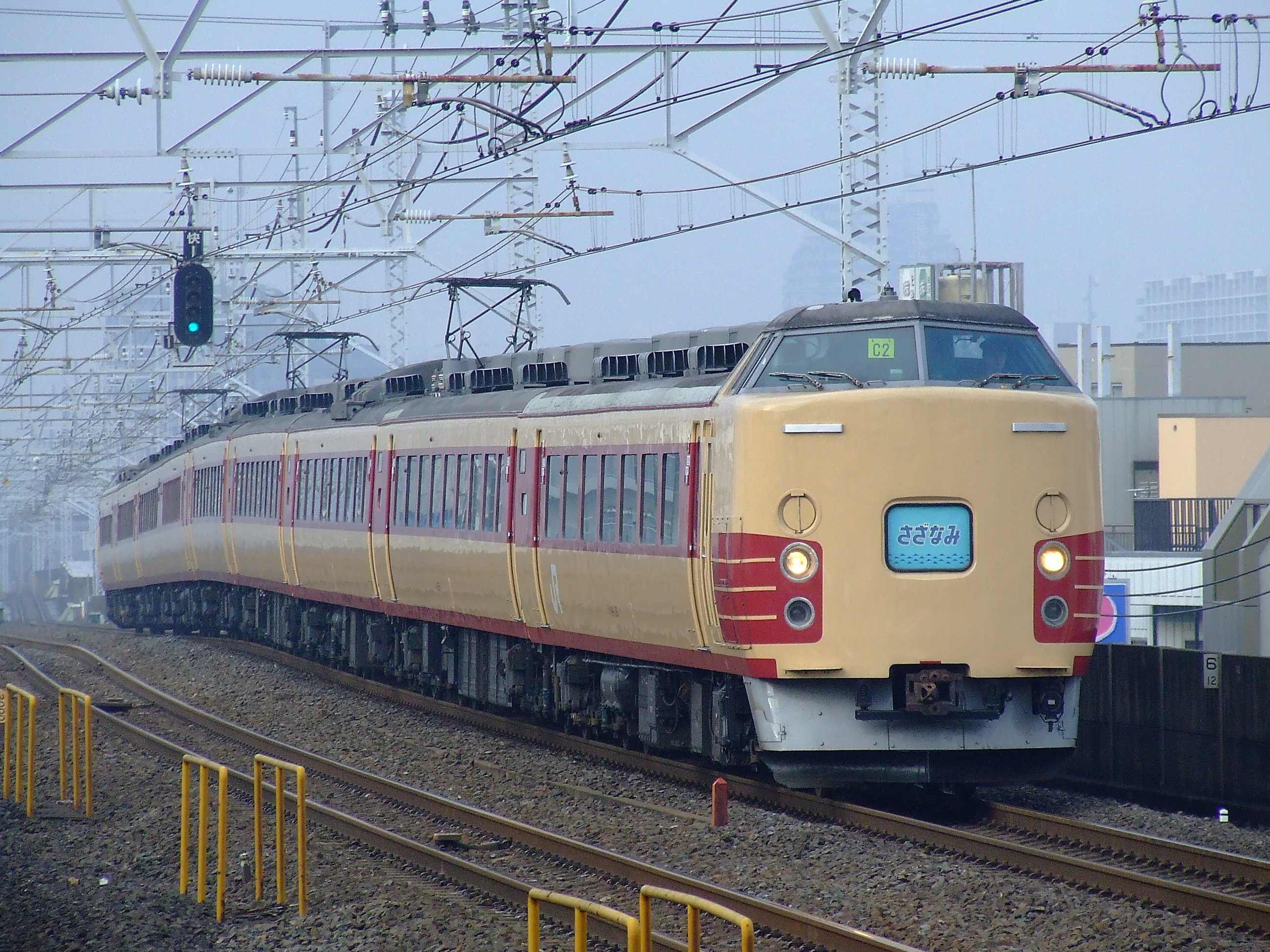
Série 183

## Composition des voitures
- Série E257[1] :

| N° de voiture | 1       | 2       | 3       | 4           | 5           |
| Classe        | Réservé | Réservé | Réservé | Non réservé | Non réservé |

- Série 255[1] :

| N° de voiture | 1       | 2       | 3       | 4     | 5       | 6           | 7           | 8           | 9           |
| Classe        | Réservé | Réservé | Réservé | Green | Réservé | Non réservé | Non réservé | Non réservé | Non réservé |